# Diego Soria
Diego Soria, né le 16 avril 1558 à Los Yébenes (Province de Tolège en Espagne) et décédé en 1613 à Vigan (Philippines), est un prêtre dominicain espagnol missionnaire et évêque.

## Biographie
Diego Soria entre chez les dominicains en 1575. Après avoir terminé ses études de base, il a été ordonné prêtre et devient enseignant à l'Université d'Alcalá. Répondant à l'appel missionnaire il se porte volontaire pour la mission. En 1585 il est envoyé aux Philippines et se consacre à l'évangélisation des indigènes. En 1587, les sources dominicaines[Lesquelles ?] indiquent qu'il est prieur du couvent de San Agustín Acolman avant de devenir celui du couvent de Saint Dominique de Manille, et cela entre 1588 et 1596. Comme missionnaire il entreprend plusieurs voyages missionnaires dans le Pangasinan et dans la province de Cagayan. 
Le 12 novembre 1601, il est proposé au pape Clément VIII pour devenir évêque du diocèse de Nueva Segovia. Acceptant sa nomination il devient le second évêque du diocèse le 15 novembre 1602. Il sera évêque de son diocèse pendant près de 10 ans. 